# ميثانية خليوية رزية
ميثانية خليوية رزية (الاسم العلمي:Methanocella arvoryzae) هي نوع من العتائق تتبع جنس الميثانية الخليوية من فصيلة الميثانات الخليوية     .	